# Мадагаскарская белоглазка
Мадагаскарская белоглазка (лат. Zosterops maderaspatanus) — вид воробьиных птиц из семейства белоглазковых (Zosteropidae). Выделяют три подвида.

## Распространение
Обитают на Мадагаскаре, Коморах, Майотте и Сейшелах.

## Описание
Мадагаскарская белоглазка достигает длины 10—12 см и массы от 8,0 до 17,5 г. У представителей номинативного подвида жёлто-зелёный лоб. Белое окологлазное кольцо разорвано спереди чёрной линией. Верхние части тела, включая большую часть крыльев, тёмно-оливково-зелёные, горло жёлтое, нижние части бледно-серые. Клюв чёрный сверху, серый снизу, ноги от голубоватого до тёмно-серого цвета.

## Биология
Питаются в основном насекомыми, а также семенами, фруктами и нектаром.

## Охранный статус
МСОП присвоил виду охранный статус LC.